# Tel Kedeš
Národní park Tel Kedeš (hebrejsky: תל קדש) je archeologická lokalita a národní park (národní park Tel Kedeš, גן לאומי תל קדש, Gan le'umi Tel Kedeš) v Izraeli, v Severním distriktu.

## Geografie
Leží v nadmořské výšce přes 400 metrů v Horní Galileji, na okraji údolí Bik'at Kedeš, kterým protéká vádí Nachal Kedeš. Park se nachází cca 11 kilometrů jihojihozápadně od města Kirjat Šmona, cca 2 kilometry severovýchodně od vesnice Malkija.

## Popis parku
Národní park je významnou archeologickou lokalitou. Rozkládá se tu velký areál pozůstatků starověkého osídlení včetně římského chrámu a hrobek. Lokalita je zmiňována v bibli.